# Charles Gédéon Théodore de Vassinhac
Charles Gédéon Théodore de Vassinhac comte d'Imécourt, né à Paris le 1er janvier 1781 et mort dans la même ville le 26 juillet 1872, est un militaire et un homme politique français.

## Biographie

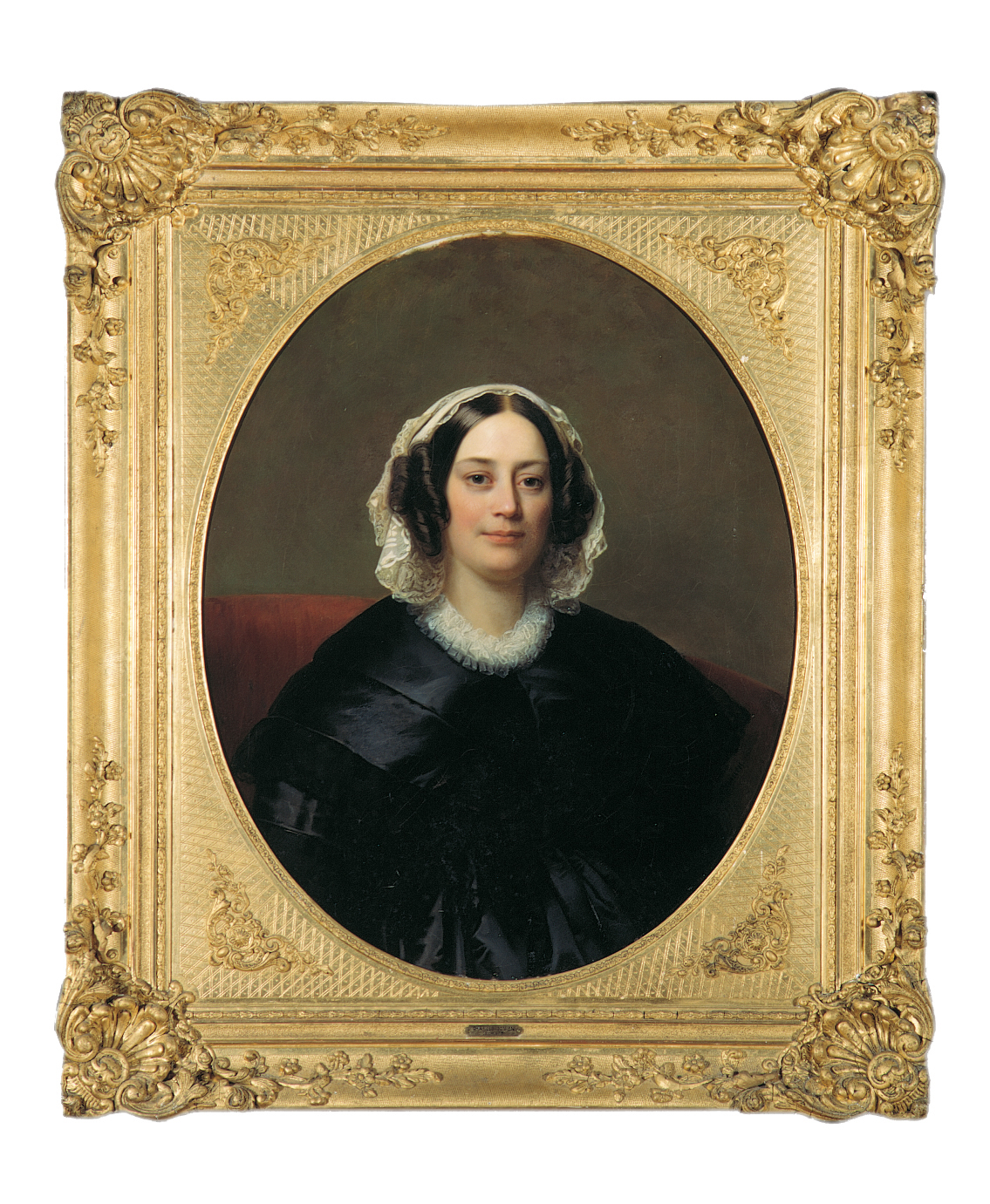
Albertine de Sainte-Aldegonde en 1845.

Il épouse Albertine Constance Philippine Joséphine de Sainte-Aldegonde, propriétaire des domaine et château de Roucy.
Comte d'Imécourt et du Saint-Empire, ancien pair de France, ancien député, ancien colonel d'état-major, ancien gentilhomme de la Chambre du roi Charles X, officier de la Légion d'honneur, il est propriétaire du château de Roucy.

### Famille
Son frère cadet, Charles Ferdinand Théodore de Vassinhac d’Imécourt (1785-1807), meurt à l'âge de 21 ans lors du siège de Dantzig. Le portrait en pied (210 x 135 cm) de celui-ci a été peint en 1808 par François Gérard.
Son fils aîné, le comte Charles Ferdinand Philippe de Vassinhac d'Imécourt, attaché au ministère des Affaires étrangères, racheta les ruines de l'abbaye de Juvigny-sur-Loison et y fonda une pensionnat de grande renommée régionale (1848-1903).

## Mandats

### Mandat local
- conseiller général de la Meuse

### Mandats nationaux
- député de la Meuse le 26 février 1824
- promu à la pairie le 5 novembre 1827, nomination annulée par la Charte de 1830

### Sources
- « Charles Gédéon Théodore de Vassinhac », dans Adolphe Robert et Gaston Cougny, Dictionnaire des parlementaires français, Edgar Bourloton, 1889-1891 [détail de l’édition]
- Dictionnaire des Parlementaires français de 1789 à 1889 sur le site de l'Assemblée nationale